# روجر إيفانز هاو
روجر إيفانز هاو (بالإنجليزية: Roger Evans Howe)‏ هو رياضياتي أمريكي، ولد في 23 مايو 1945 في شيكاغو في الولايات المتحدة.

## وصلات خارجية
- الموقع الرسمي